# Алессандро Варотарі
Алесса́ндро Варота́рі за прізвиськом Padovanino (італ. Alessandro Varotari 4 квітня, 1588, Падуя — 20 липня, 1649, Венеція) — італійський художник доби бароко. Представник венеційської школи.

## Біографія
Родина мала німецьке походження. Батько майбутнього художника (Даріо Варотарі старший, бл. 1539—1596) був падуанським художником та архітектором. За іншою версією Даріо був дідом Алессандро. Ймовіроно, що перші художні навички син здобув у майстерні батька або діда. У родині була також донька Кьяра Варотарі (1584—1663), що теж стала художницею. Вона допомагала батькові та брату, а сама спеціалізувалась на створені парадних жіночих портретів.

## Впливи Тіціана
На художню свідомість початківця великий вплив мали картини венеційського художника Тіціана. Для міста Падуя Тіціан виконав картини в Скуола дель Санто, які вивчав Алессандро, ще не покинувши рідного міста.
Творчих знахідок Тіціана та його художньої манери Алессандро Варотарі, слабкий у створенні оригінальних композицій та з недостатнім знанням анатомії, дотримуватиметься все життя. Це породило пізніше проблеми з ідентифікацією низки картин, котрі сприймали як продукцію майстерні уславленого Тіціана або навіть його самого.
Серед перших творів Алессандро Варотарі — «Увірування апостола Фоми».

## Одруження й переїзд до Венеції
1612 року в місті Падуя молодий художник узяв шлюб із сеньйорою Катеріною Меса. У родині був син Даріо Варотарі молодший, що теж став художником.
1614 року Алессандро Варотарі перебрався у Венецію, де вже 1615 року приєднався до місцевої гільдії св. Луки. Працював по замовам релігійних громад міста та як художник-декоратор та портретист. Серед його декоративних творів — плафони на міфологічні теми (плафон для бібліотеки Марчіана та інші).
У місті не прижилась традиція створення фресок, позаяк вони швидко псувались у надто вологому кліматі Венеції. Тому тут всіляко підтримували створення мозаїк та картин олійними фарбами. До створення ескізів до майбутніх мозаїк був залучений і Алессандро Варотарі.
Брав участь у венеційському архітектурному конкурсі на проєкт церкви Санта Марія делла Салюта. У конкурсі переміг архітектор Бальдассаре Лонґена. Для втіхи художнику Алессандро Варотарі передали замову на створення одного з вівтарів церкви.

## Дві подорожі в Рим
Після 1614 року здійснив подорож до Риму. В той період вивчав картини Тіціана в збірках папської столиці. Відомо, що створив копії картин Тіціана «Вакх і Аріадна» та «Вакханалія», котрі згодом потрапили до збірок художньої академії Каррара в місті Бергамо.

## Відомості про учнів
- П'єтро Лібері (1605—1687)
- Пьєтро делла Векья (1603—1678)
- Джуліо Карпіоні (1613—1678)
- Бартоломео Скалігері (?)
- Син — Даріо Варотарі молодший (?)

## Вибрані твори (перелік)

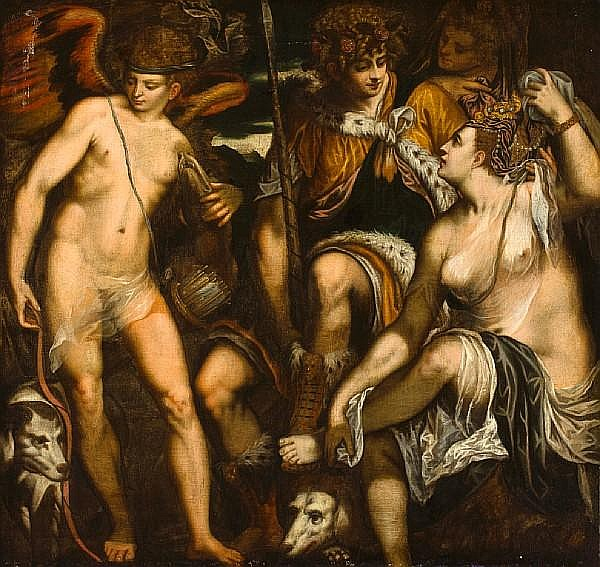
Алессандро Варотарі. «Венера, Адоніс і дорослий Амур», перша половина 17 ст.

- «Увірування апостола Фоми», церква Санта Лючія (Падуя)
- «Мадонна з немовлям», Катедральний собор (Падуя)
- «Христос і грішниця»
- «Диво св. Доменіко»
- «Алегорія», Нац. музей мистецтва Богдана та Варвари Ханенків
- «Концерт», Національна галерея (Лондон)
- «Венера і Амур»
- «Венера, Адоніс та дорослий Амур»
- «Венера і Флора»
- «Леда і лебідь»
- «Самсон і Даліла»
- «Викрадення Європи», Національна Пінакотека, Сієна
- «Викрадення Плутоном Прозерпіни»
- «Зшестя святого Духа на апостолів», церква Санта Марія Делла візітаціоне. Венеція
- «Юдиф з відрубаною головою Олоферна», Музей історії мистецтв, Відень
- «Орфей зачарував музикою диких тварин»
- «Весілля в Кані Галілейській»
- «Три грації і Амури», Ермітаж
- «Вірсавія», Ермітаж
- «Викрадення Амфітріти», Ермітаж
- «Евмен і Роксана», Ермітаж
- «Вакх і Аріадна», копія з Тіціана, Академія Каррара, Бергамо
- «Вакханалія», копія з Тіціана, Академія Каррара, Бергамо

## Обрані твори (галерея)

Алессандро Варотарі. «Весілля в Кані Галілейській»

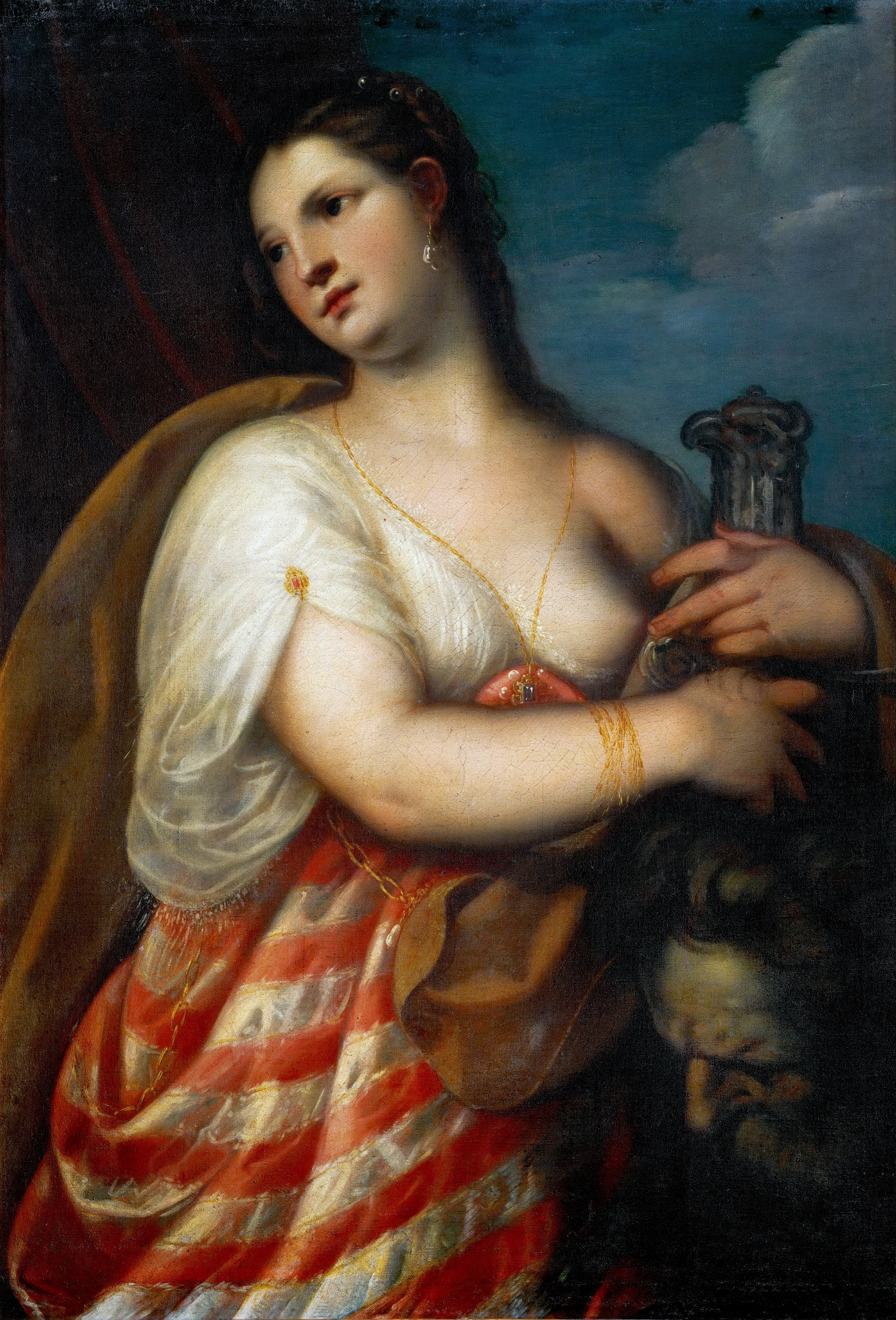
Алессандро Варотарі. «Юдиф з головою Олоферна», Музей історії мистецтв, Відень
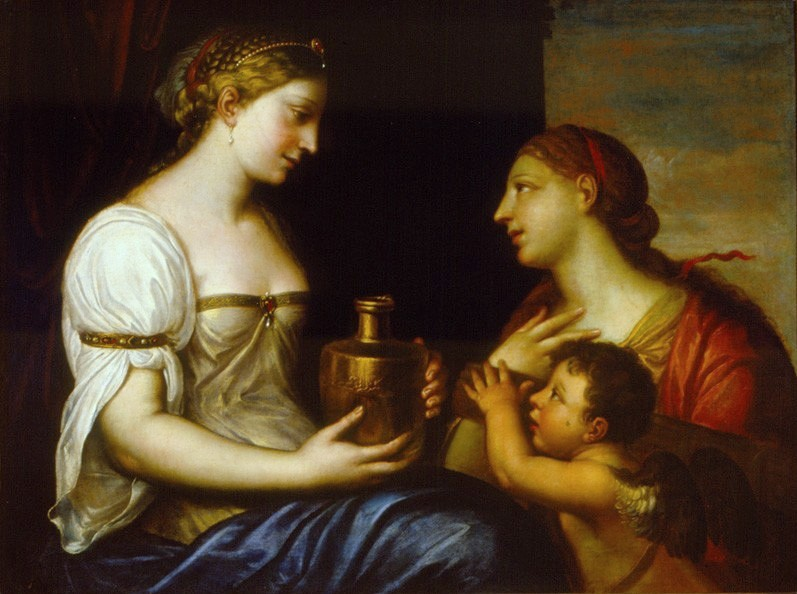
Алессандро Варотарі. «Венера, Психея та Купідон», Національний музей красних мистецтв, Ріо де Жанейро, Бразилія
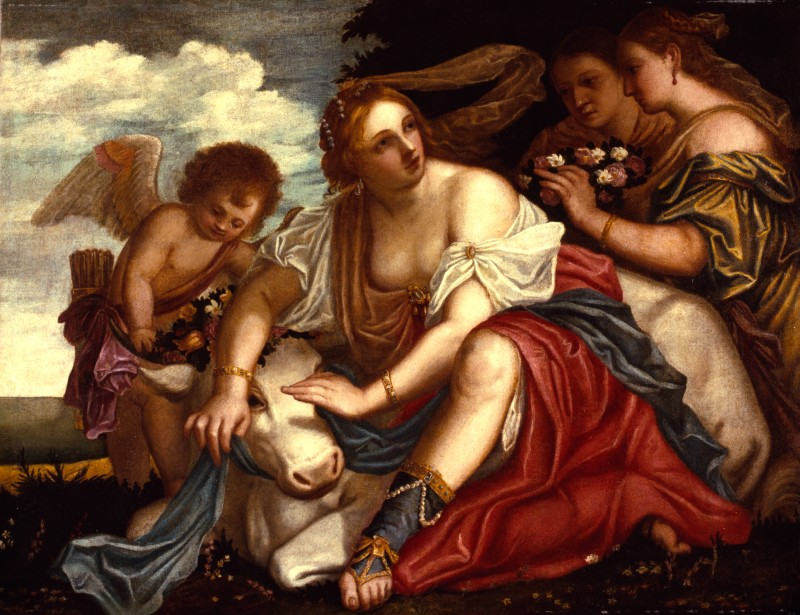
Алессандро Варотарі. «Викрадення Європи»
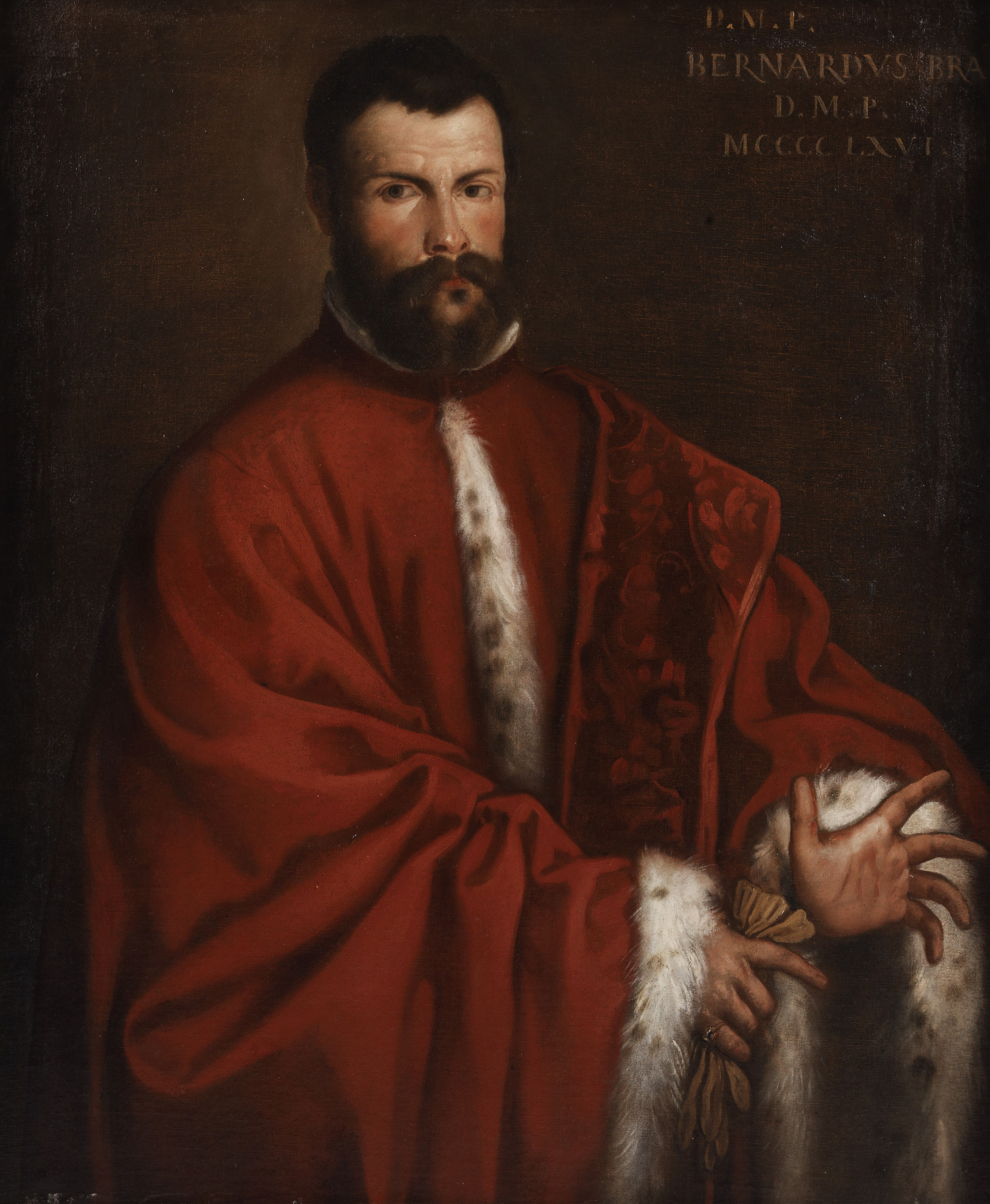
Алессандро Варотарі. «Портрет Бернардо Бра».